# El Qantara
Koordinaten: 30° 51′ N, 32° 19′ O
El Qantara, auch El Kantara, Al Qantara, Al-Qantarah und anders transkribiert (arabisch القنطرة, DMG al-Qanṭara ‚die Brücke‘), ist eine Stadt im Nordosten Ägyptens südlich Port Said nahe dem Ausgang des Suezkanals zum Mittelmeer und nördlich Ismailia im Gouvernement al-Ismaʿiliyya.
Die Stadt zählt ungefähr 25.000 Einwohner und besteht aus zwei Ortsteilen: Al-Qantara Al-Scharqiyya (Al-Qantara Ost) östlich des Kanals auf der asiatischen und Al-Qantara Al-Gharbiyya (Al-Qantara West) etwas südlich auf der afrikanischen Seite. Die alte Karawanen- und Pilgerstadt liegt außer an der Trasse und der Eisenbahnverbindung Port Said – Ismailia mit dem Westbahnhof auch mit seinem Ostbahnhof an der schon ab 1916 erbauten Sinai-Bahn nach Lod. Auch liegt Al-Qantara an der zur gleichen Zeit angelegten Straße nach al-Arisch. Bahn und Straße errichteten die Briten, um sich an der Sinai- und Palästinafront bei ihrem Vormarsch ins Osmanische Reich den Nachschub zu sichern.
Mehrmals war die Stadt in der Kolonialzeit Ort kriegerischer Auseinandersetzungen. Für Gefallene des Ersten und des Zweiten Weltkrieges gibt es einen Soldatenfriedhof. Die Sueskrise 1956 ließ die Stadt nicht unberührt, als Briten und Franzosen die Kanalzone bombardierten und besetzten. Im Sechstagekrieg 1967 war die Stadt vorübergehend unter israelischer Kontrolle, 1973 im Jom-Kippur-Krieg gab es Bombardierungen und Ägypten erhielt erst im darauf folgenden Jahr formell die Kontrolle über die Stadt zurück.
Al-Qantara bedeutet auf Arabisch Brücke, dies bezeichnet eine wesentliche Funktion der Stadt. Als feste Verbindung zwischen Ägyptens Bahnnetz und der Sinai-Bahn, bauten Briten 1916 die Al-Qantara-Brücke über den Kanal. Sie wich als Hindernis für den Schiffsverkehr im Jahre 1919 wieder. Im Zweiten Weltkrieg errichteten die Briten 1942 wieder eine feste Bahnverbindung, die El-Ferdan-Brücke südlich Al-Qantaras. Sie wurde 1947 nach Havarie mit einem Schiff wieder abgetragen, 1954 durch Neubau ersetzt, 1956 durch britisch-französischen Luftangriff zerstört, 1965 wieder neu erbaut, 1967 durch israelischen Luftangriff erneut zerstört, um 2001 durch die jetzige Bahnbrücke wieder hergestellt zu werden. Auch quert die von 1992 bis 1997 erbaute Suezkanal-Brücke für den Straßenverkehr als Nachfolgerin früherer Bauwerke den Kanal im Süden von El-Gharbiya.